# ريتشارد كينيز
ريتشارد داروين كينيز(بالإنجليزية: Richard Darwin Keynes)، الحاصل على رتبة الإمبراطورية البريطانية وزمالة الجمعية الملكية (من مواليد 14 أغسطس 1919 - وتُوفي في 12 يونيو 2010) هو عالم فيزيولوجي بريطاني. وحفيد تشارلز داروين، حيث قام بتحرير مباديء جده ورسمه الخاص برحلة داروين الشهيرة على متن السفينة اتش ام اس بيغل بعنوان سجل بيغل: مختارات من السجلات التصويرية الأصلية والحسابات المكتوبة لرحلة السفينة بيغل، الذي نال المديح من نيويورك ريفيو أوف بوكس ومجلة نيويورك تايمز بوك ريفيو.
كان كينيز الابن الأكبر لجيفري كينز وزوجته مارغريت إليزابيث داروين، ابنة جورج داروين. تلقى ريتشارد تعليمه في مدرسة أوندل قبل التحاقه بكلية الثالوث بكامبريدج. وفي عام 1945، تزوج ريتشارد من آن بينسنت أدريان ، ابنة إدغار أدريان وزوجته إيستر. أنجب الزوجان أربعة أبناء؛ أدريان (1946-1974)، وراندال كينز (1948)، وروجر كينز (1951)، وسيمون كينز (مواليد 1952).
عمل كينز خلال الحرب ضابطًا تجريبيًا مؤقتًا في مؤسسة مكافحة الغواصات ومؤسسة إشارات الأميرالية (1940-1945)، وعاد إلى كامبريدج بعد الحرب لإكمال شهادته (الدرجة الأولى في قسم العلوم الطبيعية والجزء الثاني عام 1946). [4] بقي كينز في كلية الثالوث كزميل أبحاث بين عامي 1948 و1952، وحاز على جائزة جيدج في عام 1948، وجائزة روليستون التذكارية في عام 1950. وشهدت حياته المهنية في كامبريدج: تدرجه في قسم في علم وظائف الأعضاء (1949-1953 كمحاضر (1953–60)؛ ثم زميل بيتر هاوس (1952- 1960) وزميل فخري (1989)؛ ورئيس قسم علم وظائف الأعضاء، ونائب المدير الأول (1960-64)، ثم المدير (1965-1973)؛ ثم مدير معهد ARC لعلم وظائف الحيوان الحيوانية (1965-1972)؛ ثم أستاذ علم وظائف الأعضاء (1973-1987)؛ ثم زميل كلية تشرشل، منذ عام 1961.
شملت مناصب كينزخارج كامبريدج : الأمين العام للاتحاد الدولي للفيزياء الحيوية البحتة والتطبيقية (1972-1978)، ثم نائب الرئيس (1978-81) والرئيس (1981-84)؛ ورئيس المنظمة الدولية لأبحاث الخلايا (1981-83) وشبكات ICSU / اليونسكو للعلوم البيولوجية الدولية (1982-93)؛ ورئيس الاتحاد الأوروبي للجمعيات الفسيولوجية (1991)؛ ونائب رئيس الجمعية الملكية (1965-1968)؛ زميل كلية إيتون (1963-1978)؛ وعضو أجنبي في الأكاديمية الملكية الدنماركية (1971)، والجمعية الفلسفية الأمريكية (1977)، والأكاديمية الأمريكية للفنون والعلوم (1978) والجمعية الفسيولوجية الأمريكية (1994).

## روابط خارجية
- The Papers of Richard Keynes نسخة محفوظة 3 مارس 2016 على موقع واي باك مشين.